# 格兰-明希韦勒
格兰-明希韦勒是德国莱茵兰-普法尔茨州的一个市镇。总面积5.99平方公里，总人口1238人，其中男性567人，女性671人（2011年12月31日），人口密度207人/平方公里。